# Gens Clàudia
La Gens Clàudia va ser una família patrícia i plebea romana. Els Claudis patricis eren d'origen sabí. Van arribar a Roma el 504 aC i van ser acceptats entre els patricis. Van utilitzar els cognoms Cec (Caecus) Caudex, Centó (Centho), Cras (Crassus), Pulcre (Pulcher), Regil·lense (Regillensis), Sabí (Sabinus) i Neró (Nero), cognoms que no van determinar famílies. El nom Luci era evitat a la família Clàudia a causa que dos membres amb aquest nom van causar deshonor a la família, un per robatori i un per assassinat. Cap patrici dels Claudis va adoptar mai un membre d'un altra gens fins que l'emperador Claudi ho va fer amb Luci Domici Aenobarb (Neró). La branca plebea van portar els cognoms Asellus (Asel), Canina, Centumal, Ciceró, Flamen, Regil·lense i Marcel. Aquest darrer va ser el cognomen més famós.

## Orígens
Segons diu la llegenda, el primer dels Claudii era un sabí, anomenat Attius Clausus, el qual va arribar a Roma amb els seus criats el 504 aC, el sisè any de la república. En aquell temps el govern de Roma estava en guerra amb els sabins i es diu que Attius Clausus era el dirigent d'una facció que cercava fer la pau i acabar amb el conflicte. Com que no ho va aconseguir es va exiliar amb els romans els quals el van acollir entre les gens patrícies i va canviar el seu nom sabí pel d'Appius Claudius.
Es diu que l'emperador Claudi va parlar d'aquesta llegenda en un discurs fet davant el senat romà, en el qual argumentava a favor d'admetre gals en la ciutadania. "Els meus avantpassats, el més antic dels quals va ser acceptat com a ciutadà i noble romà, em donen empenta per seguir la mateixa política de transferir a aquesta ciutat tots aquells que s'ho mereixen, d'on sigui que procedeixin." També es deia que als Claudii se'ls havia concedit unes terres per a la seva explotació, a la vora del riu Anio, i un lloc per enterrar els seus morts als peus del Capitoli.
En l'època imperial, els Claudii eren una gens tan important que el poeta Virgili els va lloar amb un deliberat anacronisme: en l'Eneida surt el personatge d'Attius Clausus, com si fos un contemporani d'Enees i lluita al seu costat amb un grup de llancers.
Tradicionalment s'ha considerat que el nomen Claudius, deriva de l'adjectiu claudus («coix»). Com a cognomen, Claudus, es troba esporàdicament en membres d'altres gens romanes. Aquesta és l'etimologia defensada per Antoine Meillet i Karl Braasch. Això no obstant, no es coneix que cap dels primers Claudii fos coix, per tant el nom potser es refereix a algun antecessor d'Attius Clausus. També podria ser que la paraula "coix" es fes servir en un sentit metafòric o irònic o, fins i tot, caldria tenir en compte que aquesta etimologia fos errònia.
La metàtesi que es produeix per transformar Clausus en Claudius, i en la forma més comuna Clodius, és una alteració de "au" cap a "o" molt freqüent en mots d'origen sabí traslladats al llatí. Pel que fa al canvi de "s" en "d" succeeix en mots que són préstecs del grec, per exemple el llatí rosa, mentre que en grec es deia rhódon (ῥόδον); però en aquest cas clausus o closus són terme sabins que van adoptar l'arrel clod- en llatí. D'aquí sorgeix la hipòtesi que el nom podria derivar de colons grecs que es van establir al Latium, al costat dels sabins, però no hi ha proves que avalin aquesta hipòtesi.

## Genealogia

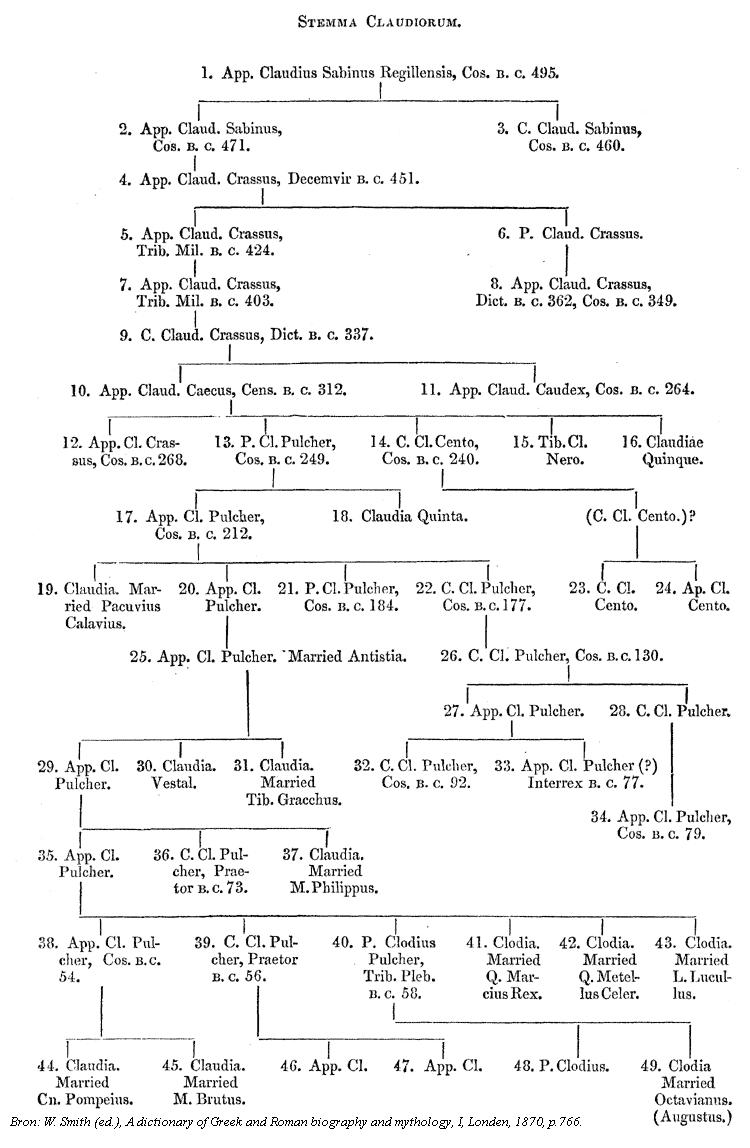
Llinatge de la branca imperial dels Claudis, segons William Smith.

- Appi Claudi Sabí Regil·lense I, cònsol 495 aC 
  - Appi Claudi Sabí Regil·lense II, cònsol el 471 aC
    - Appi Claudi Cras Regil·lense Sabí, decemvir el 451 aC i 450 aC
      - Appi Claudi Cras I, tribú consolar 424 aC
        - Appi Claudi Cras II, tribú consolar 403 aC
          - Gai Claudi Cras, dictador 337 aC
            - Appi Claudi Cec, consul 307 aC i 296 aC 
              - Appi Claudi Cras, cònsol 268 aC
              - Publi Claudi Pulcre I, cònsol 249 aC 
                - Appi Claudi Pulcre (cònsol 212 aC)
                  - Clàudia, esposa de Pacuvi Calavi de Càpua
                  - Appi Claudi Pulcre (cònsol 185 aC)
                    - Appi Claudi Pulcre (cònsol 143 aC), casat amb Antístia
                      - Api Claudi Pulcre
                        - Api Claudi Pulcre, pretor el 89 aC
                          - Appi Claudi Pulcre (cònsol 54 aC)
                            - Clàudia, esposa de Gneu Pompeu
                            - Clàudia, esposa de Marc Brut

                          - Gai Claudi Pulcre, pretor 56 aC
                            - Api Claudi Pulcre, possible cònsol 38 aC
                            - Appi Claudi Pulcre (germà), cònsol alternatiu del 38 aC

                          - Publi Clodi Pulcre, tribú de la plebs el 58 aC i enemic de Ciceró
                            - Publi Clodi Pulcre
                            - Clàudia Pulcra (esposa d'August)

                          - Clòdia Pulcra Tèrcia, casada amb Quint Marci Rex
                          - Clòdia Pulcra Quarta, anomenada com Clodia Metelli, casada amb Quint Metel Cèler
                          - Clòdia Pulcra Quinta, anomenada Clodia Luculli, casada amb Lucul

                        - Gai Claudi Pulcre, pretor 73 aC
                        - Clàudia, casada amb Marc Filip

                      - Clàudia, verge vestal
                      - Clàudia, esposa de Tiberi Grac

                  - Publi Claudi Pulcre II, cònsol 184 aC
                  - Gai Claudi Pulcre I, cònsol 177 aC 
                    - Gai Claudi Pulcre II, cònsol 130 aC
                      - Appi Claudi Pulcre
                        - Gai Claudi Pulcre III, cònsol 92 aC
                        - Appi Claudi Pulcre (interrei 77 aC)

                      - Gai Claudi Pulcre
                        - Appi Claudi Pulcre (cònsol 79 aC)

                - Clàudia Quinta

              - Gai Claudi Centó, cònsol 240 aC 
                - Gai Claudi Centó
                  - Gai Claudi Centó, general romà
                  - Appi Claudi Centó, governador de la Citerior, 175 aC

              - Tiberi Claudi Neró
                - vegeu Neró

              - Clàudia

            - Appi Claudi Caudex, cònsol 264 aC

      - Publi Claudi Cras, fill més jove d'Appi Claudi Cras Regil·lense Sabí
        - Appi Claudi Crass III, dictador 362 aC, cònsol 349 aC

  - Gai Claudi Sabí Regil·lense, cònsol el 460 aC